# 戦場のフーガ
『戦場のフーガ』（せんじょうのフーガ）とは、サイバーコネクトツーより2021年7月29日に発売されたゲームソフトおよびそのシリーズのタイトル。PlayStation 5・PlayStation 4・Nintendo Switch・Xbox Series X/S・Xbox One・PC（Steam・Epic Games Store）のマルチプラットフォーム。英題は『Fuga: Melodies of Steel』。リトルテイルブロンクスシリーズの流れを組む新規タイトル。

## 概要
サイバーコネクトツー設立25周年タイトルにして、同社の自社パブリッシングタイトル第1弾となるシミュレーションRPG。
自社パブリッシングプロジェクト"C5"の完全オリジナルタイトル三部作「復讐三部作」の1つであり、戦争×復讐×ケモノをキーワードにしている。
公式PVと日本語版のナレーションは九州大谷短期大学の学生である德永朱音が担当している。
パッケージデザインは前作の『Solatorobo それからCODAへ』のキャラクターデザインを手掛けた結城信輝、キャラクターデザインは『アスラズ ラース』『死神メサイア』のキャラクターデザインを手掛けた時津祐介。
2021年12月7日にファミ通.comで公式コミカライズ作品『戦場のフーガ 鋼鉄のメロディ』の連載を開始。作画は足立たかふみ。
2022年7月15日に本作の1年後を描く続編『戦場のフーガ2』を発表、2023年5月11日に配信。
代表取締役社長である松山洋によるとこのゲームは三部作を予定していることと、このゲームの売り上げの半分はアメリカであると語っている。
2025年5月29日に完結編となる『戦場のフーガ3』を発売。また、Nintendo Switch版では前2作を含めたパッケージ版のリリースも行われる。

## ストーリー
イヌヒトとネコヒトという2種類の種族が暮らす浮遊大陸が舞台。

### 戦場のフーガ
平和な国ガスコにある「プチ・モナ村」にはヒツウシという家畜を祖父母と一緒に育てながら暮らしているマルト・マジパンとその妹メイ・マジパン、医者志望の幼なじみハンナ・フォンダン、都会から引っ越してきたカイル・バヴァロア、農家の父と料理人の母を持つボロン・ブリオッシュ、知識欲旺盛で機械工学に精通するソックス・ミリオンが住んでいた。
ある日突然、ベルマン帝国がこの国の侵略を始め、マルトたちの家族を含めた大人たちが捕虜として連れ去られてしまう。残されたマルトたちはラジオの女性（声 - 池澤春菜）の声に導かれ、戦車タラニスを見つける。それに乗り込んだマルトたちはそれに乗ってベルマン帝国に立ち向かうことを決めた。
やがて、双子のチック・モンブランとハック・モンブラン、不思議な能力を持つ物静かな少女シーナ・ファラフェル、工場長である父をベルマン帝国の士官に殺された挙げ句に工場を乗っ取られたことで殴り込む不良少年技師ジン・マキアート、天涯孤独な元気少女でリーダーを買って出るワッパ・シャルロット、ベルマン帝国から逃げてきた少年兵ブリッツ・シュトゥルーデルが加わり、ベルマン帝国から大人たちの奪還とベルマン帝国の猛攻を阻止するため、戦車タラニスに乗って旅立った。

### 戦場のフーガ2
ガスコとベルマン帝国が停戦協定が結ばれてから1年後、マルトを中心とした子ども達はそれぞれ平和な日常を送っていた。ガスコの首都ファラオに集まったジンとワッパ以外の子ども達はカネル・マスカットからタラニスの調査を依頼。それからシェイン大統領とバニラも合流。調査のためにタラニスに入ったメイ、ハンナ、ボロン、ソックス、ブリッツだったが、突然タラニスの扉が閉ざされ、暴走した上にファラオを襲撃。残ったマルト達はガレージに行くとなんとタラスクスがあることに驚愕。マルト達はそれに乗り込み、タラニスを追う。

## 世界観

### 国
ガスコ
広大な穀倉地帯や自然があり、豊富な鉱脈がある浮遊大陸。詳細不明な遺物も存在しており、戦車タラニスもその一つ。実は旧世界の人類が存在していた頃は「フランス」と呼ばれていた地域であり、それが「リセット」と呼ばれるオーバーテクノロジーの現象によって空中に浮き上がってできたもの。
プチ・モナ
マルト、メイ、ハンナ、ボロン、ソックスの故郷である村。
パレシア
ガスコの首都で、カイルの生まれ故郷。その下にはヴァナルガンドが埋まっている。
ベルマン帝国
ガスコの北東にある軍事国家。10年前にレバー・カイザーという皇帝によって統一された。

## システム

### 戦闘パート
基本的にタイムラインバトル方式で行う。
タラニスの武器は「マシンガン」「グレネード」「キャノン」の3つであり、子ども達によって得意分野が異なっている。スキルも存在しており、敵に全体攻撃や状態異常を施す事もできる。
インターミッションにおいて「みんなの連絡ノート」で願いを叶える事ができた子供は「絶好調」状態となっていることを条件にバトル中で「ヒーローモード」となり、子ども達によって必殺技が繰り出せるようになる。
ボス戦でタラニスがピンチになるとソウルキャノンという必殺技が選べるようになるが、それには12人の子ども達の一人を犠牲にしなければいけないというデメリットを持ち、それをするとその一人は戦死扱いとなり、二度とその後の物語に登場しなくなる。

### インターミッション
タラニスには武器を作成・強化する「工房」、アイテムを手に入れる「砂釣り場」、料理で様々な効果を与える「食堂」、食材を作成する「農園」がある。
タラニスではキャラを切り替えながら移動でき、交流することで親愛度が高まり、「絆イベント」が発生。それを発生させることで戦闘パート中に「協力必殺技」が使える。
「みんなの連絡ノート」は子ども達の願いを書いたもので、子ども達に応じた願いを叶えるとその一人が絶好調状態となる。

### 遺跡探索
12人の子ども達の一人を操作し、トイガンという武器でモンスターを退治したり、アイテムを入手したりできる。

### ルート進行
「バトル」「インターミッション」「探索」のアイコンがあり、マスによってイベントが異なる。

### 村
各章の合間に立ち寄ることができる。ここではアイテムの交換などができる。

## 登場人物

### 子ども達
マルト・マジパン
声 - 村瀬歩
本作の主人公。イヌヒトの12歳→13歳の男の子。モデルはシェパード。プチ・モナ村で妹のメイや祖父母と一緒にヒツウシという家畜を育てていた。両親は兄であるアッシュに殺されている。一人称は「僕」。タラニスでの子ども達の長男として纏め上げる。それ故「長男」であることに異常にこだわっている。
子ども達が全員生還し、戦争が終結した約700年後は彼に敬意を込め、ヴァナルガンドが爆発した衝撃で割かれたガスコの北部は『Solatorobo それからCODAへ』の舞台となるシェパルド共和国となった。
『2』ではより責任感を持つように成長している。ただ、責任感の強さが裏目になって落ち込むこともある。ハンナを失ったショック（ショックを受けていることをわかりやすくするために目のハイライトが無くなっている）でジルを復讐のターゲットにするが、ジンと出会い、諭されたことで復讐することをやめて本来の性格を取り戻す。
『3』ではラジオの声に導かれ禁忌の洞窟を訪れたときアッシュ率いる魔血騎隊によってベルマン帝国にさらわれてしまう。
漫画版では中盤となるとフラムを倒すためにソウルキャノンの弾丸となる。しかし、マエストロが時を戻そうとすると帽子の男がダミーソウルをインストールしたことでマルトはヒョイッと生き返って子ども達の背後に登場した。
メイ・マジパン
声 - 木野日菜
イヌヒトの4歳→5歳の女の子。モデルはシェパード。マルトの妹。両親の死に対して暗くなることなく明るく育てられた。明るく無邪気で人懐っこい。祖父母のことを「じぃじ」「ばぁば」と言っている。一人称は「メイ」。
『2』ではみんなの役に立ちたいと思うようになった。マルトから貰った帽子を被っている。
ハンナ・フォンダン
声 - 上田麗奈
ネコヒトの12歳→13歳の女の子。モデルはターキッシュアンゴラ。マルトの幼なじみで、医者になることを目標としている。一人称は「私」。優しくて読書家。
『2』では自己犠牲が強くなっている。ジルによってタラニスに取り込まれてしまい、救出のためにタラニスからタラスクスへと転送する直後、ジルの砲撃により光の粒子となって消滅。死亡したかと思いきや、情報体としてベレノスのコアに取り込まれていた。
確認できる家族は父親と母親のヨナ（声 - 近藤唯）。
カイル・バヴァロア
声 - 國立幸
ネコヒトの11歳→12歳の男の子。モデルはアビシニアン。父がパレシアでの事業に失敗したことをきっかけにプチ・モナ村に引っ越してきた元お坊ちゃま。口は悪いが根は寂しがり屋で、ハンナに好意を持っている。一人称は「俺」。
『2』では仲間思いになるほど成長していて、ハンナを巡ってマルトの恋のライバルになっている。
確認できる家族は前述の父と母親。ヒツウシの臭いが苦手。
ボロン・ブリオッシュ
声 - 徳留慎乃佑
ネコヒトの10歳→11歳の男の子。モデルはシャルトリュー。父が農家、母が料理人である5人兄弟の一人。一人称は「ボク」。ふくよかな体をしている食いしん坊で、おっとりしている。ただ、泣き虫。
漫画版ではプレッツェル率いる軍勢を倒すためにソウルキャノンの最初の弾丸となるが、ジャンヌが自らの選択を誤ったと悔いて時間を巻き戻し、生き返った。
『2』では泣き虫な所は少し克服している。
ソックス・ミリオン
声 - 富田美憂
イヌヒトの10歳→11歳の男の子。モデルはテリア。礼儀正しく知識欲旺盛。口癖は「～のです」。機械工学に興味を持っている。一人称は「僕」。女の子と話すのが苦手。しかしハンナだけは別で、本人曰く「ハンナは……ハンナかな?」とのこと。
『2』では前作のタラニスで得た機械の知識を自分なりに研究している。特にベルマンの飛行艇技術に興味を持つ。女の子との会話は、カイルが様々なタイプの女装をしてそれに合った女の子を演じ、ソックスが会話をするという内容の練習のおかげで日常会話程度ならできるようになった。
確認できる家族は母親で、彼女もメガネをかけている。
チック・モンブラン&ハック・モンブラン
声 - 春瀬なつみ（チック）、水間友美（ハック）
イヌヒトの6歳→7歳の双子の姉弟。モデルはウェルシュコーギー。イタズラ好きのコンビで、チックはイタズラに付き合いながらも偵察をも行うほど気遣い上手で、ハックはとにかくイタズラっ子。戦場で拾ったヘルメットを被っていて、チックのはお花が付いていて、ハックのは片方の耳の部分が欠けている。チックの一人称は「私」でハックが「俺」。
『2』では、チックはハンナに憧れ素敵なレディを目指していて、ハックはマンガ新聞「シューカの冒険」の主人公に憧れて冒険家を夢見ている。
確認できる家族は両親だが、父親の姿は描かれていない。
シーナ・ファラフェル
声 - 下屋則子
ネコヒトの9歳→10歳の女の子。モデルはロシアンブルー。弱気で物静かな性格をしている。ぬいぐるみのブルエットは裁縫師である母が作ったもので、いつも持っている。また、自身も裁縫が上手。生まれたときからノノという呪力を持っている。一人称は「私」。シーナ含む家族を守ろうとした父を殺害され、残された母と姉と共にノノを持つネコヒトが多く集められた収容所に囚われていた。その後、後述する少年兵ブリッツと共に脱走したが途中ではぐれてしまい、ベルマン兵に追い詰められてしまったところでタラニスと遭遇。間一髪で一行に助けられ仲間となる。
自身の持つノノの力が狙われて家族が酷い目に会ってしまったと捉えており、負い目を感じている。
『2』では前作の内向的な性格を改め、言いたいことはハッキリ言えるようになって、嫌っていたノノを受け入れた。
ジン・マキアート
声 - 野津山幸宏
イヌヒトの11歳→12歳の男の子。モデルはバセット。シェットランド鉱山地帯にある工場長の息子で、自身も機械いじりが得意。工場がベルマン帝国によって占領され、父も殺されてしまった。戦車に乗っていたところをタラニスと対面し、事情を聞いたところをきっかけにマルトたちの仲間となる。ぶっきらぼうだがメカに対する姿勢は真面目。一人称は「俺」。父が殺害される以前に母もジンが幼い頃に亡くなっている。工具に名前を付けている（ハンマーはアダム、レンチはエドガー、2本のドライバーはポール&エミール）。
『G線上のフーガ』では本作においてベルマン軍に憎しみを抱いている設定があるため、ベルマン軍人を捕虜にしてソウルキャノンのエネルギーにしようと思いついたり、加入した元ベルマン少年兵であるブリッツをストーカーの如く目をつけて脅かしたりと、ベルマン軍に対して狂気的な一面を見せている。
『2』ではベルマン軍に対する憎しみは消え、憎んでいた者に対して理解し、受け入れる精神的な成長を見せている。父から継いだ工場で技術を磨き、繊細かつ大胆な機械いじりを習得している。
公式Twitterにて行われた人気投票子ども部門で1位を獲得。
ワッパ・シャルロット
声 - 新田ひより
イヌヒトの8歳→9歳の女の子。モデルはスパニエル。ムーディ村出身。村の子ども達と仲が良く、リーダー的存在。木の上にある小屋に一人で住んでいたが、タラニスが進んでいる拍子に木に引っかかり小屋が倒壊。連れ去られた村の人々を助かるため仲間に加わった。村でのリーダー経験を活かしタラニスのリーダーを自称する。明るくノリの良い性格をしており、天涯孤独の身でありながらポジティブに生きている。一人称は「あたい」。高いところが大好き。
漫画版ではゲーム版とは異なり、子分たちを助けるためにベルマン軍になりすました形で登場した。マルトたちがドクトルを倒し、目的が一緒だと事情を話した後、マルトたちの仲間となった。
『2』では平和になったガスコをあちこち一人旅しており、ラブ&ピースにハマる。
ブリッツ・シュトゥルーデル
声 - 井口祐一
イヌヒトの9歳→10歳の男の子。モデルはドーベルマン。ベルマン帝国の軍隊に所属する少年兵。繊細かつナイーブな性格。父がベルマン軍を裏切った事で処刑され、残された一家は周囲から迫害を受けることとなる。ブリッツは父の罪を償うために徴兵されて少年兵となり、以降は母のリンザと妹のフリタの２人とは生き別れとなってしまう。一人称は「僕」。また、ドクトルのネコヒトを使った外道極まりない人体実験に嫌気がさし、シーナと共に逃げた時に途中で離れてしまうも後に出会い、タラニスのメンバーとなる。
『2』では家族と一緒に平和に過ごせるようになり、繊細ながらも前向きな言動が目立つようになった。ガスコとベルマンとの架け橋になる存在になることが夢。
バニラ・マスカット
声 - ふじたまみ
『2』に登場するネコヒトの11歳の女の子。モデルはロシアンブルー。シェイン大統領の娘であり、カネルの妹。丁寧な口調で話す。一人称は「わたくし」。性格はやや直情径行。一年前、ベルマン軍の脅威からガスコを救ったマルトたちへ憧れを持つ。尊敬する父のような立派な大統領として、ガスコを導いていくという強い決意を抱いている。暴走したタラニスが起こした騒動の中で父を失い、犯人への復讐を誓う。

### ガスコ軍
メルロー
声 - 間宮康弘
イヌヒトの軍人。62歳→63歳。階級は大佐。現在のガスコ軍のリーダー。熱血漢で、情に厚く子供に優しい。シェイン大統領とは友人同士。
カネル・マスカット
声 - 國立幸
ネコヒトの女性軍人。26歳→27歳。階級は中尉。物静かだが辛辣な物言いをする。『2』に登場するバニラの姉。

### ベルマン帝国
シュヴァイン・ハクス
声 - 乃村健次
ガスコ侵攻部隊を纏め上げる総司令で、階級は上級大将。42歳。モデルはドーベルマン。祖国のためなら手段を選ばない。
ヴァナルガンドの中枢となるタラニスと似た戦車タラスクスを見つけ、パレシアに赴きヴァナルガンドを目覚めさせる。ヴァナルガンド内部に取り込まれた後、タラスクスは「コル・タラスクス」となって戦車タラニスと対峙するが、激戦の末にタラニスの子ども達の諦めない心が詰まったトドメのソウルキャノンに圧倒され、死亡した。
『2』ではタラスクスに内蔵されている「AIハクス」に転生し、子ども達を導く。
フラム・キッシュ
声 - 近藤唯
ベルマン軍の女性軍人であるイヌヒトで、階級は中佐。22歳。モデルはドーベルマン。敵には容赦なく、執念深い。ジンの父を殺した張本人。プレッツェルの養女であり、とても尊敬している。
公式Twitterにて行われた人気投票おとな部門で1位を獲得。
ドクトル・ブルットヴルスト
声 - 井口祐一
ベルマン軍の従軍科学者であるネコヒト。33歳。モデルはペルシャ。イヌヒトのマズルをモチーフにした鉄仮面を付けているマッドサイエンティストで、シーナの家族を含むノノを持つネコヒトたちを連行して強制的に取り出す事でヴァナルカンドを目覚めさせる電池を生み出す実験をしている。7章にて専用機『グレッチェン』に搭乗してタラニスに戦いに挑むが、機体の爆発に巻き込まれて死亡する。
プレッツェル
声 - 間宮康弘
ベルマン軍の軍人であるイヌヒトで、階級は大佐。49歳。モデルはドーベルマン。出世より祖国のために動くタイプで、情に厚いが命令は絶対服従。フラムの義父。1章にて専用機『ジガード』に搭乗してタラニスに戦いに挑むが、機体の爆発に巻き込まれて死亡する。子供達が最初に殺害したベルマン帝国の軍人である。
ヴォン・シュトーレン
声 - 樫井笙人
ベルマン軍の老将であるイヌヒトで、階級は少将。87歳。モデルはグレイハウンド。
戦争をゲームと例えている。マンガ新聞をディスっており、ソックスをキレさせたが、ハックにマンガ新聞を渡されたことで暇つぶしとして読み、それからはすっかりハマってしまう。
『2』では、バウムと共にガスコを放浪していたが、タラスクスを見つけ、マルト達と共に行動することとなる。
ヴォン・バウム
声 - 楠見尚己
ベルマン軍の老将であるイヌヒトで、階級は少将。84歳。モデルはブルドッグ。シュトーレンとはライバル同士。シュトーレンと同じくマンガ新聞をディスっていたが、すっかりハマってしまう。
『2』では、シュトーレンと共にガスコを放浪していたが、タラスクスを見つけ、マルト達と共に行動することとなる。
レバー・カイザー
声 - 松田健一郎
ベルマン帝国初代皇帝であるイヌヒトの男性。69歳。モデルはドーベルマン。
アッシュ
声 - 橘龍丸
漫画版、『2』のエンディング後、『3』に登場する、帽子を被ったイヌヒトの男性で、マルトの兄。19歳。モデルはシェパード。
ベルマン帝国の精鋭部隊である魔血騎隊の隊長。過去にマルトの両親を殺害した。
漫画版ではマルトがソウルキャノンの弾丸となったことでマエストロが時を戻そうとした時に謎の異空間から現われ、「戻すんじゃねえ、進めるんだよ」とマルトの代わりにダミーソウルをインストールした。前からマルトが破滅へと導いていることを感づいている。
パイロック
声 - 広瀬裕也
『3』に登場するイヌヒトの男性。23歳。モデルはシェパード。
ベルマン帝国の精鋭部隊である魔血騎隊の一員。武人めいた人柄をしている。遠隔発火の使い手。
サイク
声 - 朝比奈拓見
『3』に登場するイヌヒトの男性。17歳。モデルはドーベルマン。
ベルマン帝国の精鋭部隊である魔血騎隊の一員。無気力な言動が特徴。念動力を使い手。
ティーレ
声 - 小川さくら
『3』に登場するイヌヒトの女性。20歳。モデルはコリー。
ベルマン帝国の精鋭部隊である魔血騎隊の紅一点。精神的に不安定な所がある。精神操作の使い手。

### その他
ジャンヌ
声 - 池澤春菜
タラニスに内蔵されている人工知能。イヌヒトでもネコヒトでもない、4000年前の世界に存在した人間の女性の姿をしている。ラジオの女性の正体であり、タラニスにあるラジオ越しに子供達を導いている。
2つの人格に分かれており、乗組員の命を守る目的で人間の少女の姿に似せた人格、戦略を指示する声だけの人格を持っている。それぞれが一つになると姿が大人の女性になる。
実は声だけの人格がヴァナルガンドを倒せなかった事を根に持ち、ヴァナルガンドを倒すためにその伝説を用いてベルマン帝国軍のハクスを唆して戦争を起こした黒幕である。子ども達とハクスを裏で操りヴァナルガンドを復活させたが、少女の人格に統合され、前述の大人の女性に変化し、子ども達の味方となる。コル・タラスクスとの最終決戦のときに追い詰められてソウルキャノンを使うしかないと提案するが、子ども達の諦めない心とタラニスのかつてないエネルギー量に驚愕し、遂に子ども達誰一人犠牲にならないソウルキャノンを放ち、コル・タラスクスを撃破。戦争の終結後、子ども達の雄姿を見届け消滅した。
『G線上のフーガ』ではキツツキがタラニスをコンコンとつついたり、カイルが怒りで壁を蹴ったりしただけでソウルキャノンの使用を促すほど、マルトとメイとカイルにツッコまれるほどデリケートな一面を持つ。
ジル
声 - 大谷祐貴
『2』に登場するキーパーソン。椅子に拘束された少年の姿をしている。一人称は「ボク」。
実は前作の最終決戦の時にソウルキャノンの犠牲になった「13人目」の子供である。2000年前に「クルセイド」という組織が「ベレノス」という兵器を制御する人造人間として誕生し、命を落とした実験体の中で唯一生き残った、かつ最も完成形に近い存在であることが判明している。
ヌーヴェルン卿
声 - 村上裕哉
『2』に登場。マンガ新聞「シューカの冒険」の原作者。鳥を模した仮面をした、イヌヒトでもネコヒトでもない人間の姿をしている。
シェイン・マスカット
声 - 小野寺悠貴
『2』に登場するガスコの大統領。カネルとバニラの父。58歳。平和主義者で内政重視。半年前の事故で妻を亡くしており、自身も大火傷を負っている。
カイエン・リースリング
声 - 中西正樹
『2』に登場するバニラの家庭教師。ネコヒト。シェインとは学生時代からの友人。
フードの男
声 - 坪井智浩
子ども達が全員生還したときのエンディング後に登場する謎の男。正体は『solatorobo それからCODAへ』に登場したバイオン。
『G線上のフーガ』では旅での行き先をあみだくじやダーツで決めるなどの変わった面と、ゴミのポイ捨てや肉の食べ過ぎによる肥満者増加などの愚行に愚かポイントを付けるほど極端な面を持つ。
マエストロ
声 - 増田竜馬
漫画版と『2』に登場する、ペストマスクをつけた男性。マルトたちの物語をモニター越しで見守っている。
シャティ
声 - 新城そら
『3』に登場するタラニスのAIナビゲーター。猫の姿をしている。

## G線上のフーガ
サイバーコネクトツーの公式YouTubeチャンネルで公開されている漫画動画。全25回。ナレーションはジャンヌ役の池澤春菜。
世界観が同じながらもポップな画風で、ギャグ漫画テイストのストーリーが特徴。漫画はサイバーコネクトツーのスタッフであるヒガシ。
『2』を題材にした『G線上のフーガ2』も公開された。前作の違いは1つの動画に3～4話のストーリーから1話完結型に、ギャグ路線からほのぼの路線になっている。

## 楽曲

### 主題歌
『轍に咲く花』
作詞作曲・福田考代/歌唱・三谷朋世（LieN）

### 挿入歌
『風伝哀歌　Breeze elegy』
作詞作曲・福田考代/歌唱・福岡スクールオブミュージック＆ダンス専門学校

### エンディング曲
『空と大地のキヲク』
作詞作曲・福田考代/歌唱・三谷朋世（LieN）

### G線上のフーガのエンディング曲
歌唱は全て三谷朋世。
『おはようキラキラ』『小さな幸せいつまでも』『ふりむけばみんないる』

## その他
本作品の製作総指揮かつサイバーコネクトツー社長である松山洋と『BEASTARS』の作者として有名な漫画家板垣巴留とのケモノ対談が行われた。
『戦国パズル!!あにまる大合戦』のコラボキャラとして本作のキャラクターたちが登場した。
2022年2月24日に起きたロシアのウクライナ侵攻による被害を受けた子ども達を支援しようと、3月14日から20日までの7日間、今作の売上金をセーブ･ザ･チルドレン・ジャパンに全額寄付すると公表した。後の8月22日、セーブ･ザ･チルドレン・ジャパンから寄付に関する感謝状を渡された。